# Zambiacris
Zambiacris is een geslacht van rechtvleugeligen uit de familie veldsprinkhanen (Acrididae). De wetenschappelijke naam van dit geslacht is voor het eerst geldig gepubliceerd in 1983 door Johnsen.

## Soorten
Het geslacht Zambiacris  is monotypisch en omvat slechts de volgende soort:
- Zambiacris townsendi (Johnsen, 1983)